# XLIV Legislatura del Congreso de la Unión de México
La XLIV Legislatura del Congreso de la Unión estuvo conformada por los senadores y los diputados miembros de sus respectivas cámaras. Inició sus funciones el día 1 de septiembre de 1958 y concluyó el 31 de agosto de 1961.
Los senadores fueron elegidos por un periodo de seis años (por lo que ejercieron su cargo también en la siguiente legislatura), y los diputados fueron elegidos para un periodo de tres años. Diputados y senadores fueron electos en las Elecciones de 1958.
La conformación de la XLIV Legislatura fue como sigue:

## Senado de la República
Los miembros del Senado de la República fueron elegidos dos por cada uno de los 29 estados y dos por el Distrito Federal, dando un total de 60 senadores.

### Número de Senadores por partido político
| Partido | Partido                              | Senadores |
| ------- | ------------------------------------ | --------- |
|         | Partido Revolucionario Institucional | 60        |

Los 60 Senadores que conforman la XLV Legislatura fueron los siguientes:

### Senadores por entidad federativa
| Estado           | Senador                                                  | Partido | Estado          | Senador                                                                                       | Partido |
| ---------------- | -------------------------------------------------------- | ------- | --------------- | --------------------------------------------------------------------------------------------- | ------- |
| Aguascalientes   | Alfredo de Lara Isaacs                                   |         | Morelos         | Eliseo Aragón Rebolledo                                                                       |         |
| Aguascalientes   | Manuel Moreno Sánchez                                    |         | Morelos         | Porfirio Neri Arizmendi                                                                       |         |
| Baja California  | José María Tapia Freyding                                |         | Nayarit         | Alberto Medina Muñoz                                                                          |         |
| Baja California  | Gustavo Vildósola Almada                                 |         | Nayarit         | Enrique Ledón Alcaraz                                                                         |         |
| Campeche         | Fernando Lanz Duret Sierra                               |         | Nuevo León      | Vacante Por licencia de Eduardo Livas Villarreal y no convocatoria de Margarita García Flores |         |
| Campeche         | Nicolás Canto Carrillo                                   |         | Nuevo León      | Ángel Santos Cervantes                                                                        |         |
| Chiapas          | José Castillo Tielemans                                  |         | Oaxaca          | Rodolfo Brena Torres                                                                          |         |
| Chiapas          | Abelardo de la Torre Grajales                            |         | Oaxaca          | Ramón Ruiz Vasconcelos                                                                        |         |
| Chihuahua        | Rodrigo M. Quevedo                                       |         | Puebla          | Donato Bravo Izquierdo                                                                        |         |
| Chihuahua        | Tomás Valles Vivar                                       |         | Puebla          | Rafael Moreno Valle                                                                           |         |
| Coahuila         | Rafael Carranza Hernández Suple a Vicente Dávila Aguirre |         | Querétaro       | Avertano Mondragón Ochoa Suple a Rafael Altamirano Herrera                                    |         |
| Coahuila         | Federico Berrueto Ramón                                  |         | Querétaro       | Domingo Olvera Gámez                                                                          |         |
| Colima           | Antonio Salazar y Salazar                                |         | San Luis Potosí | Agustín Olivo Monsiváis Suple a Juan Enrique Azuara García                                    |         |
| Colima           | Raymundo Ánzar Nava Suple a Francisco Velasco Curiel     |         | San Luis Potosí | Pablo Aldrett Cuéllar                                                                         |         |
| Distrito Federal | Hilario Medina Gaona                                     |         | Sinaloa         | Teófilo Álvarez Borboa                                                                        |         |
| Distrito Federal | Fidel Velázquez                                          |         | Sinaloa         | Leopoldo Sánchez Celis                                                                        |         |
| Durango          | Carlos Real Félix                                        |         | Sonora          | Guillermo Ibarra Ibarra                                                                       |         |
| Durango          | Enrique Dupré Ceniceros                                  |         | Sonora          | Carlos Maldonado López                                                                        |         |
| Guanajuato       | Jesús López Lira                                         |         | Tabasco         | Julián A. Manzur Ocaña                                                                        |         |
| Guanajuato       | Vicente García González                                  |         | Tabasco         | César A. Rojas Contreras                                                                      |         |
| Guerrero         | Caritino Maldonado Pérez                                 |         | Tamaulipas      | Emilio Martínez Manatou                                                                       |         |
| Guerrero         | Carlos Román Celis                                       |         | Tamaulipas      | Juan Manuel Terán Mata                                                                        |         |
| Hidalgo          | Leonardo M. Hernández Mendoza                            |         | Tlaxcala        | Francisco Hernández y Hernández                                                               |         |
| Hidalgo          | Carlos Ramírez Guerrero Suple a Julián Rodríguez Adame   |         | Tlaxcala        | Samuel Ortega Hernández                                                                       |         |
| Jalisco          | Elías Mendoza González Suple a Mariano Azuela Rivera     |         | Veracruz        | Roberto Gómez Maqueo                                                                          |         |
| Jalisco          | Guillermo Ramírez Valadéz                                |         | Veracruz        | Rosendo Topete Ibáñez                                                                         |         |
| México           | Maximiliano Ruiz Castañeda                               |         | Yucatán         | Antonio Mena Brito                                                                            |         |
| México           | Abel Huitrón y Aguado                                    |         | Yucatán         | Edgardo Medina Alonzo                                                                         |         |
| Michoacán        | Natalio Vázquez Pallares                                 |         | Zacatecas       | Mauricio Magdaleno                                                                            |         |
| Michoacán        | Manuel Hinojosa Ortiz                                    |         | Zacatecas       | José Rodríguez Elías                                                                          |         |

### Diputados por Entidad Federativa
| Distrito                     | Cabecera              | Diputado propietario            | Diputado suplente                 | Partido        |
| Aguascalientes               | Aguascalientes        | Aguascalientes                  | Aguascalientes                    | Aguascalientes |
| ---------------------------- | --------------------- | ------------------------------- | --------------------------------- | -------------- |
| 1                            | Aguascalientes        | Heriberto Béjar Jáuregui        | Manuel Jiménez Hernández          |                |
| 2                            | Jesús María           | Enrique Olivares Santana        | Rafael Reyes Rangel               |                |
| Baja California              |                       |                                 |                                   |                |
| 1                            | Mexicali              | Ricardo Alzalde Arellano        | Rafael Gómez García               |                |
| 2                            | Tijuana               | Germán Brambila Gómez           | José Carmen Moreno Ramírez        |                |
| Baja California (Territorio) |                       |                                 |                                   |                |
| Único                        | La Paz                | Alejandro D. Martínez Rodríguez | Bartolo Geraldo Camacho           |                |
| Campeche                     |                       |                                 |                                   |                |
| 1                            | Campeche              | José Ortiz Ávila                | Eduardo Negrín Baeza              |                |
| 2                            | Calkiní               | Carlos Cano Cruz                | María Reyes Ortiz                 |                |
| Coahuila                     |                       |                                 |                                   |                |
| 1                            | Saltillo              | Florencio Barrera Fuentes       | Raúl Malacara Flores              |                |
| 2                            | Torreón               | Manuel Calderón Salas           | Julio Vega Arreola                |                |
| 3                            | Monclova              | Pablo Orozco Escobar            | Octavio Villa Coss                |                |
| 4                            | Piedras Negras        | Daniel Hernández Medrano        | Jaime Borjón Valdés               |                |
| Colima                       |                       |                                 |                                   |                |
| 1                            | Colima                | Othón Bustos Solórzano          | Héctor Dueñas Aguilar             |                |
| 2                            | Manzanillo            | Jorge Lang Islas                | Tomás Bejarano Figueroa           |                |
| Chiapas                      |                       |                                 |                                   |                |
| 1                            | Tuxtla                | Juan Sabines Gutiérrez          | Máximo Contreras Camacho          |                |
| 2                            | San Cristóbal         | José Humberto Zebadúa Liévano   | Jorge Octavio Cepeda Ramos        |                |
| 3                            | Comitán de Domínguez  | Francisco Argüello Castañeda    | Francisco Quiñones León           |                |
| 4                            | Venustiano Carranza   | Esteban Corzo Blanco            | Augusto Castellanos Hernández     |                |
| 5                            | Huixtla               | Juan Trinidad López             | Jorge Chamlati Trinidad           |                |
| Chihuahua                    |                       |                                 |                                   |                |
| 1                            | Chihuahua             | Miguel Olea Enríquez            | Bonifacio Fernández Fernández     |                |
| 2                            | Hidalgo del Parral    | José R. Muñoz Espinosa          | Raúl Soto Reyes                   |                |
| 3                            | Ciudad Juárez         | Marcos Flores Monsiváis         | J. Ascensión Tarelo García        |                |
| 4                            | Guerrero              | Arnaldo Gutiérrez Hernández     | José Peña Flores                  |                |
| 5                            | Camargo               | Alfredo Chávez Vázquez          | Jesús Sagarñaga Alarcón           |                |
| Distrito Federal             |                       |                                 |                                   |                |
| 1                            | Ciudad de México      | Antonio Aguilar Sandoval        | Juan Antonio Sámano Oláez         |                |
| 2                            | Ciudad de México      | Joaquín del Olmo Martínez       | Juan Federico Villalpando Castro  |                |
| 3                            | Ciudad de México      | Vacante                         | Vacante                           | Vacante        |
| 4                            | Ciudad de México      | Ramón Villarreal Vázquez        | Luis Díaz Vázquez                 |                |
| 5                            | Ciudad de México      | José María Leoncio Ruiz Zavala  | Víctor Manuel Ávila Romero        |                |
| 6                            | Ciudad de México      | Martha Andrade de Del Rosal     | Manuel Zenteno Cuevas             |                |
| 7                            | Ciudad de México      | Manuel Moreno Cárdenas          | José Álvarez Garduño              |                |
| 8                            | Ciudad de México      | Emilio Gandarilla Avilés        | Rosa Gómez de Dávila              |                |
| 9                            | Coyoacán              | Arturo López Portillo           | Humberto Zoreda Cebada            |                |
| 10                           | Ciudad de México      | Roberto Gavaldón Leyva          | Alfonso Acevedo Delbouis          |                |
| 11                           | Ciudad de México      | J. Jesús López González         | Rafael Montaño Montes de Oca      |                |
| 12                           | Ciudad de México      | Adán Hernández Rojas            | Alberto Martínez Carrano          |                |
| 13                           | Villa de Guadalupe    | Gastón Novelo Von Glumer        | María Luisa Martínez de Castelazo |                |
| 14                           | Azcapotzalco          | Rafael Buitrón Maldonado        | Salvador Lecona Santos            |                |
| 15                           | Ciudad de México      | Juan José Osorio Palacios       | Manuel Núñez Villegas             |                |
| 16                           | Ciudad de México      | Rubén Marín y Kall              | Filemón Tapia Hernández           |                |
| 17                           | Ciudad de México      | Gonzalo Peña Manterola          | Mariano Chávez López              |                |
| 18                           | Álvaro Obregón        | Antonio Castro Leal             | Justo Olmedo Martínez             |                |
| 19                           | Xochimilco            | Emiliano Aguilar Garcés         | Óscar Ramírez Mijares             |                |
| Durango                      |                       |                                 |                                   |                |
| 1                            | Victoria              | José Guillermo Salas Armendáriz | Guadalupe Camacho                 |                |
| 2                            | Gómez Palacio         | Francisco Torres García         | Ricardo Thompson Rivas            |                |
| 3                            | Canatlán              | Enrique W. Sánchez García       | Fernando Barraza Aguilar          |                |
| 4                            | Villa Ocampo          | Ezequiel Nevárez Ramríez        | Ramón Ortiz Serratos              |                |
| Guanajuato                   |                       |                                 |                                   |                |
| 1                            | Guanajuato            | Manuel Tinajero Orosio          | Pablo Arenas Sánchez              |                |
| 2                            | León                  | Enrique Gómez Guerra            | Pedro Lona Quezada                |                |
| 3                            | Irapuato              | Antonio Lomelí Garduño          | Daniel Bravo Hernández            |                |
| 4                            | Pénjamo               | Aurelio García Sierra           | Jesús Aguirre Reynoso             |                |
| 5                            | Salamanca             | Fernando Díaz Durán             | Juan Pérez Vela                   |                |
| 6                            | Salvatierra           | Vicente Salgado Páez            | Rosa González de Carmona          |                |
| 7                            | Celaya                | Javier Guerrero Rico            | Salvador Montes Redondo           |                |
| 8                            | San Miguel de Allende | Luis Ferro Medina               | Juan Pons Pons                    |                |
| Guerrero                     |                       |                                 |                                   |                |
| 1                            | Chilpancingo          | Moisés Ochoa Campos             | Andrés Alarcón Rojas              |                |
| 2                            | Iguala                | Macrina Rabadán Santana         | Elodia Salgado de Figueroa        |                |
| 3                            | Coyuca de Catalán     | Enrique Salgado Sánchez         | Antonio Sánchez Molina            |                |
| 4                            | Acapulco              | Mario Castillo Carmona          | Guillermo Leyva Ventura           |                |
| 5                            | Tlapa                 | Herón Varela Alvarado           | Efraín Guillén de la Barrera      |                |
| Hidalgo                      |                       |                                 |                                   |                |
| 1                            | Pachuca               | Andrés Manning Valenzuela       | Adalberto Cravioto Meneses        |                |
| 2                            | Tulancingo            | Manuel Yáñez Ruiz               | Antonio Hernández García          |                |
| 3                            | Tula                  | Federico Ocampo Noble Pérez     | Heberto Malo Paulín               |                |
| 4                            | Huejutla              | Francisco Rivera Caretta        | Norberto Hernández Arenas         |                |
| 5                            | Zimapán               | Martiniano Martín Álvarez       | Guillermo Bárcena B.              |                |
| Jalisco                      |                       |                                 |                                   |                |
| 1                            | Guadalajara           | Luis Ramírez Meza               | Primitivo Tolentino Mancilla      |                |
| 2                            | Guadalajara           | María Guadalupe Martínez        | Juan Ramírez García               |                |
| 3                            | Guadalajara           | Porfirio Cortés Silva           | Felipe López Prado                |                |
| 4                            | Yahualica             | Carlos Guzmán y Guzmán          | Rodrigo Ortega Anzures            |                |
| 5                            | Lagos de Moreno       | José Pérez Moreno               | Salvador Quezada Ramírez          |                |
| 6                            | Tepatitlán            | Tito Padilla Lozano             | J. Jesús Navarro González         |                |
| 7                            | Ocotlán               | José Valdovinos Rodríguez       | Fernando Andonegui González       |                |
| 8                            | Chapala               | José Luis Martínez              | David Álvarez Miramontes          |                |
| 9                            | Ciudad Guzmán         | José María Martínez Rodríguez   | José Mendoza Cortés               |                |
| 10                           | Autlán                | Sebastián García Barragán       | Alejandro Soltero Vidrio          |                |
| 11                           | Ameca                 | José de Jesús Castro Ruvalcaba  | Raúl Rojas Ruiz                   |                |
| México                       |                       |                                 |                                   |                |
| 1                            | Texcoco               | Enrique Tapia Aranda            | Raúl Mancera Alfaro               |                |
| 2                            | Cuautitlán            | Manuel Martínez Orta            | Eduardo Soberanes Romero          |                |
| 3                            | Jilotepec             | Sidronio Choperena Ocariz       | Pedro B. Noguez Becerril          |                |
| 4                            | Atlacomulco           | Fernando Guerrero Esquivel      | Filiberto Cortés Ponce            |                |
| 5                            | Valle de Bravo        | Francisco Pérez Ríos            | Ángel Celorio Lujambio            |                |
| 6                            | Toluca                | Carlos Hank González            | Francisco García Rubio            |                |
| 7                            | Lerma                 | Benito Contreras García         | Silvano Ortega Sánchez            |                |
| 8                            | Sultepec              | Graciana Becerril Bernal        | Guillermo García Alcántara        |                |
| Michoacán                    |                       |                                 |                                   |                |
| 1                            | Morelia               | Jesús Ortega Calderón           | Ignacio Tapia Fernández           |                |
| 2                            | Ciudad Hidalgo        | Adolfo Gándara Barona           | Manuel García Mendoza             |                |
| 3                            | Pátzcuaro             | Daniel T. Rentería Acosta       | Carlos Grajeda Rodríguez          |                |
| 4                            | La Piedad             | José García Castillo            | José Luis Villegas Magaña         |                |
| 5                            | Zamora                | Baltazar Gudiño Canela          | Salvador Valdez Ayala             |                |
| 6                            | Uruapan               | José R. Castañeda Zaragoza      | Antonio Iñiguez Canela            |                |
| 7                            | Tacámbaro             | Silvestre García Suazo          | María Soledad Pérez Ríos          |                |
| 8                            | Zitácuaro             | Horacio Tenorio Carmona         | Indalecio Peña Reyes              |                |
| 9                            | Apatzingán            | Rubén Vargas Garibay            | Salvador Méndez Solórzano         |                |
| Morelos                      |                       |                                 |                                   |                |
| 1                            | Cuernavaca            | Manuel Castillo Solter          | Jesús Galindo Pichardo            |                |
| 2                            | Cuautla               | Ana María Zapata Portillo       | Francisco Sánchez Benítez         |                |
| Nayarit                      |                       |                                 |                                   |                |
| 1                            | Tepic                 | Salvador Arámbul Ibarra         | Genoveva Suárez                   |                |
| 2                            | Santiago Ixcuintla    | Pedro Luna Mercado              | José Ramírez Rodríguez            |                |
| Nuevo León                   |                       |                                 |                                   |                |
| 1                            | Monterrey             | Leopoldo González Sáenz         | Alfonso Garza y Garza             |                |
| 2                            | Monterrey             | Rosalío Delgado Elizondo        | José Ovalle Morales               |                |
| 3                            | Sabinas               | Aarón S. Villarreal Villarreal  | Jacobo Domínguez Lecea            |                |
| 4                            | Cadereyta             | Antonio M. Garza Peña           | Carolina Morales Farías           |                |
| 5                            | Ciudad Linares        | Ramón Berzosa Cortés            | Pedro Hernández Tovar             |                |
| Oaxaca                       |                       |                                 |                                   |                |
| 1                            | Ciudad Ixtepec        | Andrés Henestrosa Morales       | Francisco Luis Castillo           |                |
| 2                            | Guelatao              | Jenaro Maldonado Matías         | Eufrosino Sánchez Moreno          |                |
| 3                            | Oaxaca                | Federico Ortiz Armengol         | José Morales Paz                  |                |
| 4                            | Tuxtepec              | Antonio Acevedo Gutiérrez       | Agustín Domínguez Herrera         |                |
| 5                            | Etla                  | Bulmaro Antonio Rueda           | Samuel López Martínez             |                |
| 6                            | Huajuapan             | Enrique Sada Baigts             | Carlos Merino Camarillo           |                |
| 7                            | Tlaxiaco              | Manuel Hernández Hernández      | Antonio Velasco Ortiz             |                |
| 8                            | Pinotepa Nacional     | Adán Cuéllar Layseca            | Jesús Guzmán Rubio                |                |
| 9                            | Ejutla                | Jacobo Aragón Aguillón          | Carlos Innes Acevedo              |                |
| Puebla                       |                       |                                 |                                   |                |
| 1                            | Puebla                | Blas Chumacero Sánchez          | Juan Galindo Quintero             |                |
| 2                            | Puebla                | Porfirio Rodríguez Flores       | Norberto Espinosa Cerón           |                |
| 3                            | Cholula               | Miguel García Sela              | Sebastián Cordero Jiménez         |                |
| 4                            | Atlixco               | Salvador Serrano Ramírez        | Miguel Munive Alvarado            |                |
| 5                            | Acatlán               | Antonio López y López           | Jesús Benavides Bazán             |                |
| 6                            | Tehuacán              | Joaquín Paredes Román           | Perfecto de los Santos Valerio    |                |
| 7                            | Ciudad Serdán         | Carlos Trujillo Pérez           | Alfonso Valderrama González       |                |
| 8                            | Teziutlán             | José Ricardi Tirado             | Carlos Viveros Castillo           |                |
| 9                            | Chignahuapan          | Armando Cortés Bonilla          | José de la Llave Arroyo           |                |
| 10                           | Huauchinango          | Esperanza Téllez Oropeza        | Alfonso Sosa Domínguez            |                |
| Querétaro                    |                       |                                 |                                   |                |
| 1                            | Querétaro             | Luis Escobar Santelices         | Rafael Ayala Echavarri            |                |
| 2                            | San Juan del Río      | Palemón Ledesma Ledesma         | Abraham González Carbajal         |                |
| Quintana Roo (Territorio)    |                       |                                 |                                   |                |
| Único                        | Ciudad Chetumal       | Félix Morel Peyrefitte          | Julio Mac H.                      |                |
| San Luis Potosí              |                       |                                 |                                   |                |
| 1                            | San Luis Potosí       | Francisco Martínez de la Vega   | Pedro Pablo González Noyola       |                |
| 2                            | Matehuala             | Manuel Moreno Torres            | José Rodríguez Álvarez            |                |
| 3                            | Río Verde             | Juan Díaz Macías                | Galdino Martínez Rodríguez        |                |
| 4                            | Ciudad del Maíz       | Ignacio Aguiñaga Castañeda      | Roberto Iglesias García           |                |
| 5                            | Ciudad Valles         | Joaquín Guzmán Martínez         | Simitrio Sagahón Domínguez        |                |
| Sinaloa                      |                       |                                 |                                   |                |
| 1                            | Los Mochis            | Samuel Castro Cabrera           | Nicolás Mariscal Mariscal         |                |
| 2                            | Guasave               | Arcadio Camacho Luque           | Pablo Rubio Espinosa              |                |
| 3                            | Culiacán              | J. Concepción Carrillo Carrillo | Alejandro Gaxiola Ramos           |                |
| 4                            | Mazatlán              | Aurora Arrayales Sandoval       | Modesto Antimo Rivas              |                |
| Sonora                       |                       |                                 |                                   |                |
| 1                            | Magdalena             | José A. Montaño Torres          | Alicia Arellano Tapia             |                |
| 2                            | Hermosillo            | Benito Bernal Domínguez         | Ciro Arce Fonseca                 |                |
| 3                            | Navojoa               | Aurelio García Valdés           | Matías Méndez Limón               |                |
| Tabasco                      |                       |                                 |                                   |                |
| 1                            | Villahermosa          | María Luisa Rosado de Hernández | José L. Gallegos Avendaño         |                |
| 2                            | Frontera              | Hilario García Canul            | Cándido Rivera Cortázar           |                |
| Tamaulipas                   |                       |                                 |                                   |                |
| 1                            | Nuevo Laredo          | Tiburcio Garza Zamora           | Ruperto Villarreal Montemayor     |                |
| 2                            | Matamoros             | Pompeyo Gómez Lerma             | Silvestre Mata Carrizales         |                |
| 3                            | Ciudad Victoria       | Aureliano Caballero González    | Leopoldo de la Fuente Núñez       |                |
| 4                            | Tampico               | Carlos Parga González           | Pedro Castañeda Zúñiga            |                |
| Tlaxcala                     |                       |                                 |                                   |                |
| 1                            | Tlaxcala              | Emilio Sánchez Piedras          | Nicolás López Galindo             |                |
| 2                            | Apizaco               | Crisanto Cuéllar Abaroa         | María Guadalupe Juárez Contreras  |                |
| Veracruz                     |                       |                                 |                                   |                |
| 1                            | Tantoyuca             | Manuel Herrera Ángeles          | María Lucía Molina de Lince       |                |
| 2                            | Túxpam                | Germán Granda García            | Florencio T. Cobos Ovando         |                |
| 3                            | Papantla              | Raúl Lara Mendoza               | Manuel Salas Castelán             |                |
| 4                            | Misantla              | Antonio Marroquín Carlón        | Diego Arrazola Becerra            |                |
| 5                            | Jalapa                | Salvador Olmos Hernández        | Luis G. Murrillo                  |                |
| 6                            | Huatusco              | Humberto Celis Ochoa            | Aristeo Rivas Andrade             |                |
| 7                            | Orizaba               | Samuel Vargas Reyes             | Ángel Contreras Cerrilla          |                |
| 8                            | Córdoba               | Rafael Espinosa Flores          | Rubén Calatayud Balaguero         |                |
| 9                            | Veracruz              | Arturo Llorente González        | Ismael Lagunes Lastra             |                |
| 10                           | Cosamaloapan          | Octaviano Corro Ramos           | José Antonio Tejeda Panamá        |                |
| 11                           | Acayucan              | Celso Vázquez Ramírez           | Manuel Malpica Mortera            |                |
| 12                           | Minatitlán            | Felipe L. Mortera Prieto        | Delfino Santos Fernández          |                |
| Yucatán                      |                       |                                 |                                   |                |
| 1                            | Mérida                | José Eduardo Molina Castillo    | Humberto Lizcano Ríos             |                |
| 2                            | Ticul                 | Gustavo Flota Rosas             | Mario Ceballos Novelo             |                |
| 3                            | Temax                 | José Vallejo Novelo             | Bruno I. Mezquita Cisneros        |                |
| Zacatecas                    |                       |                                 |                                   |                |
| 1                            | Zacatecas             | Jaime Haro Rodríguez            | Ana María Segura Dorantes         |                |
| 2                            | Fresnillo             | Antonio Ledesma González        | José Acevedo Solís                |                |
| 3                            | Juchipila             | Hugo Romero Macías              | Valentín Rivero Azcárraga         |                |
| 4                            | Concepción del Oro    | Leandro Castillo Venegas        | Antonio Betancourt Hernández      |                |